# Philipsburg (Sint Maarten)
Philipsburg è la capitale di Sint Maarten, una nazione costitutiva del Regno dei Paesi Bassi dal 10 ottobre 2010, al momento della dissoluzione delle Antille Olandesi e che occupa la parte meridionale dell'isola di Saint Martin.
L'insediamento venne fondato dal capitano scozzese al servizio degli olandesi John Philips nel 1763.
La città si trova su una lingua di terra lunga circa due chilometri che divide la Great Bay (Groot Baai) e il grande stagno (Pond Fill) costituito da una salina.
Front Street è la via principale dello shopping, dei night clubs e casinò. A Simpson Bay, circa 9 chilometri di distanza dalla città, è presente l'Aeroporto Principessa Juliana che collega Saint Martin con le isole circostanti nonché con l'Europa e gli Stati Uniti.
Dal suo porticciolo, la "Bobby's Marina" partono collegamenti quotidiani per l'isola francese di St. Barth.